# Ismaël Kandouss
Ismaël Kandouss (arabsky: اسماعيل قندوس) (* 12. listopadu 1997) je marocký profesionální fotbalista, který hraje na pozici obránce za belgický klub KAA Gent. Narodil se ve Francii, ale hraje za marocký národní tým.

## Klubová kariéra
Po zahájení své kariéry v Dunkerque se Kandouss v lednu 2019 připojil k Union Saint-Gilloise. Za klub debutoval 20. ledna 2019 v zápase proti Leuvenu v Challenger Pro League, který skončil vítězstvím 2:1.
Dne 12. července 2023 podepsal Kandouss čtyřletou smlouvu s Gentem.
Dne 1. září 2024 odešel Kandouss na roční hostování do saúdskoarabského klubu Al Orobah.

## Reprezentační kariéra
Kandouss byl mládežnický reprezentant Maroka.

## Osobní život
Narodil se v Lille ve Francii marockému otci a francouzské matce. Má francouzské a marocké státní občanství.

## Statistiky

### Klubové
Platí k zápasu hranému 1. srpna 2024.
| Klub              | Sezóna            | Liga                   | Liga   | Liga | Národní pohár | Národní pohár | Kontinentální | Kontinentální | Ostatní | Ostatní | Celkově | Celkově |
| Klub              | Sezóna            | Soutěž                 | Zápasy | Góly | Zápasy        | Góly          | Zápasy        | Góly          | Zápasy  | Góly    | Zápasy  | Góly    |
| ----------------- | ----------------- | ---------------------- | ------ | ---- | ------------- | ------------- | ------------- | ------------- | ------- | ------- | ------- | ------- |
| Dunkerque II      | 2017/18           | Championnat National 3 | 20     | 0    | —             | —             | —             | —             | —       | —       | 20      | 0       |
| Dunkerque II      | 2018/19           | Championnat National 3 | 3      | 0    | —             | —             | —             | —             | —       | —       | 3       | 0       |
| Dunkerque II      | Celkově           | Celkově                | 23     | 0    | —             | —             | —             | —             | —       | —       | 23      | 0       |
| Dunkerque         | 2017/18           | Championnat National   | 5      | 0    | 0             | 0             | —             | —             | —       | —       | 5       | 0       |
| Dunkerque         | 2018/19           | Championnat National   | 11     | 0    | 1             | 0             | —             | —             | —       | —       | 12      | 0       |
| Dunkerque         | Celkově           | Celkově                | 16     | 0    | 1             | 0             | —             | —             | —       | —       | 17      | 0       |
| Union SG          | 2018/19           | Challenger Pro League  | 15     | 0    | 2             | 0             | —             | —             | —       | —       | 17      | 0       |
| Union SG          | 2019/20           | Challenger Pro League  | 25     | 2    | 2             | 0             | —             | —             | —       | —       | 22      | 2       |
| Union SG          | 2020/21           | Challenger Pro League  | 15     | 0    | 2             | 0             | —             | —             | —       | —       | 22      | 0       |
| Union SG          | 2021/22           | Jupiler Pro League     | 36     | 1    | 1             | 0             | —             | —             | —       | —       | 36      | 1       |
| Union SG          | 2022/23           | Jupiler Pro League     | 33     | 1    | 4             | 0             | 10            | 0             | —       | —       | 47      | 1       |
| Union SG          | Celkově           | Celkově                | 124    | 4    | 11            | 0             | 10            | 0             | —       | —       | 145     | 4       |
| Gent              | 2023/24           | Jupiler Pro League     | 33     | 2    | 3             | 0             | 12            | 0             | 1       | 0       | 49      | 2       |
| Gent              | 2024/25           | Jupiler Pro League     | 1      | 0    | —             | —             | 1             | 0             | —       | —       | 2       | 0       |
| Gent              | Celkově           | Celkově                | 34     | 2    | 3             | 0             | 13            | 0             | 1       | 0       | 51      | 2       |
| Celkově v kariéře | Celkově v kariéře | Celkově v kariéře      | 197    | 6    | 15            | 0             | 23            | 0             | 1       | 0       | 236     | 6       |